# Tisquesusa
Tisquesusa, también llamado Thisquesuza, Thisquesusha, Thysquesuca o Tisquesusecha (†. 1537 Facatativá) fue el último zipa de Bacatá según el orden tradicional de sucesión, y el penúltimo de facto. Gobernó durante veinticuatro años, desde 1514 hasta 1538, cuando fue asesinado por el soldado Alonso Domínguez, el cual desconocía su identidad. Sucedió en el trono a su tío, Nemequene, y fue sucedido por su hermano, Sagipa.
Durante su gobierno llegaron los españoles a la Confederación Muisca, al mando de Gonzalo Jiménez de Quesada. 
Tisquesusa es considerado el último Zipa legítimo, pues fue el último en ocupar el trono por vía de sucesión matrilineal, de tío a sobrino, como dictaba la tradición muisca.

## Príncipe heredero

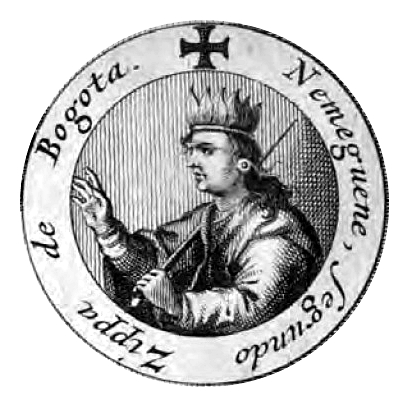
El Zipa Nemequene, tío y predecesor de Tisquesusa.

En 1490, luego de que en la Batalla de Chocontá murieran el psihipqua Saguamanchica y el hoa Michuá, Nemequene, recién entronizado como nuevo Zipa de Bacatá, convocó a un concejo de Uzaques (nobles de sangre pura) para nombrar a su sobrino, Tisquesusa, como príncipe heredero y general de los ejércitos del Zipazgo. En ese momento, el príncipe Tisquesusa se educaba en Chía, conocida como la "Ciudad de la Luna" y del linaje de los Zipas, pues se creía que éstos descendían de la diosa de la Luna, llamada también Chía, o Chie.

### Sometimiento de los sutagaos
Los sutagaos, al enterarse de la muerte de Saguamanchica, se habían sublevado con el ánimo de recuperar su independencia y liberarse del yugo del Zipazgo. Nemequene le confió entonces a Tisquesusa el mando sobre cuarenta mil güechas (guerreros muiscas), con los que el príncipe heredero marchó por entre la senda de Tibacuy y Pasca para atacar a los sutagaos, mientras, en otro frente, los enviados de Nemequene fortificaban y guarnicionaban las fronteras con los panches. El príncipe hizo trazar un ancho camino por la montaña de Subya, cuyos vestigios eran aún visibles a la llegada de los españoles. El Cacique de Fusagasugá, al enterarse de la cercanía de Tisquesusa, intentó huir, dejando a su ejército desorganizado. Sin embargo, Tisquesusa lo capturó y lo ejecutó en el acto. Luego dejó un destacamento de güechas en Tibacuy y partió para Bacatá con un inmenso botín.

### Batalla de Las Vueltas

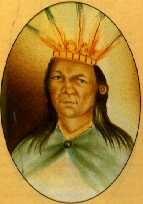
El Zaque Quemuenchatocha.

En 1514, una vez que Nemequene hubo pacificado relativamente el interior del Zipazgo, convocó a un Concejo de Uzaques, a los que les expresó su deseo de declarar la guerra contra el Zaque Quemuenchatocha, sucesor de Michuá, pues consideraba una afrenta que el Zaque estuviera a su mismo nivel, y no sometido a su autoridad.
Al enterarse del plan de invasión, el Zaque preparó un ejército de cincuenta mil güechas, de los cuales doce mil habían sido enviados por el Sumo Sacerdote de Iraca. Entre tanto, el ejército del Zipa fue organizado así: Zaquesazipa, hermano menor de Tisquesusa, comandaría la vanguardia del ejército; Tisquesusa iría a la retaguardia, mientras que Nemequene obraría como general en jefe. La batalla definitiva tuvo lugar en el sitio de "Las Vueltas", por donde corre un pequeño arroyo del mismo nombre, y fue sostenida por ambas partes desde el mediodía hasta casi entrada la noche. El ejército del Zipa ya contaba con la victoria cuando Nemequene, entusiasmado por el ardor del combate, se lanzó al campo contrario, donde fue herido por un dardo en el pecho. La noticia se propagó rápidamente entre sus hombres, pero Zaquesazipa impidió la deserción, ordenando en cambio una retirada cautelosa. El Zaque Quemuenchatocha, satisfecho por no haber perdido territorio, volvió a Hunza, mientras que Nemequene fue trasladado, durante cinco días y cinco noches, sin parar, hasta el palacio de Funza, donde fue atendido sin éxito por sus chyquy (sacerdotes muiscas). A las pocas horas de haber llegado a Funza, Nemequene murió, por lo que su sobrino, Tisquesusa, asumió el trono del Zipazgo.

## Ascenso al trono

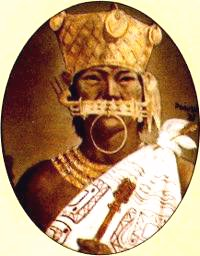
Tisquesusa.

### Marcha contra el Zacazgo
Tras la muerte de Nemequene, Tisquesusa fue a la Laguna Sagrada de Guatavita para cumplir con la ceremonia de entronización. Después nombró a su hermano, Sagipa, general de los ejércitos. Sagipa logró muy pronto someter al cacique de Ubaque, que se quería aliar con el hoa. Al concluir la ceremonia de El Dorado, Tisquesusa se apresuró a unirse de nuevo a su hermano para emprender un ataque definitivo contra el hoa Eucaneme, puesto que había jurado vengar la muerte de Nemequene. El psihipqua se puso a la cabeza de un ejército de sesenta mil güechas, con los que sometió a los caciques de Cucunubá, Tibirita y Garagoa. Después invadió Sutatenza, territorio del hoa. A la vanguardia iba el cacique de Guasca, que había sido uno de los generales más ilustres del difunto Nemequene, y en la retaguardia iba Quixinimpaba, distinguido Uzaque y pariente cercano de Tisquesusa. 
Advertido el hoa del ataque que contra él dirigía el nuevo psihipqua, reorganizó rápidamente su ejército, al que agregó mercenarios traídos de Vélez, y se dirigió a Turmequé, para enfrentar allí a su adversario.

### Intervención del Iraca
Cuando los dos ejércitos estaban a punto de enfrentarse, llegó un embajador de Suamox (hoy Sogamoso), la tierra santa de los muiscas, con un mensaje del Iraca, el Sumo Sacerdote, al que se consideraba sucesor del legendario Bochica. El Iraca ordenaba a las dos partes pactar una tregua durante veinte lunas (cerca de dos años), mediante una considerable cantidad de oro que debía ser entregada por Eucaneme a Tisquesusa.

### Sometimiento de Ubaté y Susa
Aceptada la tregua por ambas partes, Tisquesusa regresó a Muyquytá, dejando a Sagipa el mando sobre veinte mil güechas, con la misión de someter a los Cacique de Ubaté y Susa, que se habían rebelado. En el camino, quiso Tisquesusa visitar a Furatena, la poderosa Cacica de los muzos, que era conocida por su sabiduría y hermosura, pero las noticias que le llevó un mensajero le hicieron suspender su viaje.

## Llegada de los españoles

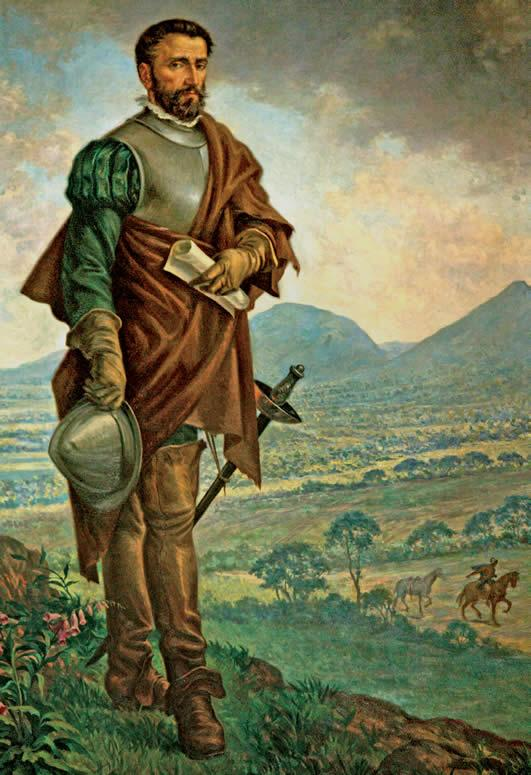
Gonzalo Jiménez de Quesada a su llegada a la Sabana de Bogotá.

El mensajero que interrumpió la marcha de Tisquesusa le dijo que había sido enviado por el Cacique de Suesuca (hoy Suesca), el cual le mandaba a decir que unos extraños hombres de piel blanca y barbas largas, que disparaban truenos y traían consigo unos animales como dioses, nunca antes vistos, se dirigían a las inmediaciones de Nemocón. 
Algunos años antes, un sacerdote de Ubaque, llamado Popón, le había profetizado a Tisquesusa que moriría «ahogado en su propia sangre» a causa de unos extranjeros venidos de tierras lejanas. Esta profecía hizo que la primera reacción del Zipa, al enterarse de la llegada de los hombres blancos, fuera evitar su contacto a toda costa, a la vez que ordenó que un comando de espías le mantuviese al tanto de todo lo referente a los invasores.

### Sagipa se enfrenta a los españoles
Entre tanto, el general Sagipa se enfrentaba a los españoles, al mando de seiscientos de sus mejores güechas, creyendo que serían suficientes para derrotar a los pocos forasteros. La tropa de Sagipa llegó al pie de la colina que divide Nemocón de Suesca, por el lado del Oriente, cuando ya Quesada había pasado con la vanguardia. En la retaguardia marchaban los españoles enfermos, escoltados por una guardia de caballería a la que atacaron los güechas de Sagipa, llevando en sus espaldas las momias de los guerreros más valerosos que habían muerto en medio de combates, como tenían por costumbre. 
Los dardos, tiraderas y macanas de los muiscas no hicieron mucho daño a los españoles, que se defendieron hasta que llegaron los refuerzos pedidos a Quesada. Éstos arremetieron contra el escuadrón indígena, aprovechando sobre todo el pánico que causaban los caballos en los guerreros indígenas, causándoles una gran mortandad, hasta que los güechas que quedaban se vieron obligados a huir.

### Refugio del Zipa en Sumungotá
Por el consejo de los que le acompañaban, Tisquesusa decidió refugiarse en la fortaleza militar de Sumungotá, también conocida como Busongote, situada a media legua (unos 2 km aprox.) de Cajicá, al pie de la sierra. La fortaleza estaba rodeada por muros de anchos troncos y cañas entretejidas, de quince pies de altura (unos 4,5 m aprox.), cubiertos por un tupido toldo de algodón. La fortaleza medía cinco varas de ancho por dos mil de largo, y adentro había grandes edificaciones que servían como almacenes en los que se guardaban las armas, provisiones y pertrechos.

### Huida del Zipa de Sumungotá
No alcanzó Tisquesusa a instalarse en Sumungotá cuando un nuevo mensajero llegó con la noticia de que su hermano, Zaquesazipa, había sido derrotado, aunque seguía con vida, pero los extranjeros, que habían llegado a Nemocón, se habían enterado ya del paradero del Zipa y ahora se dirigían hacia Sumungotá. Fue tal la premura de Tisquesusa ante esta noticia que decidió abandonar la fortaleza de inmediato, partiendo a pie, y no en andas, como era lo acostumbrado. Al día siguiente, los españoles llegaron a Sumungotá y se apoderaron de todas las provisiones que encontraron, incluyendo las andas del Zipa, que estaban hechas de madera fina enchapada en oro con abundantes incrustaciones de plata y esmeraldas.

### Llegada de los españoles a Chía
Chía era conocida como la ciudad de la Luna y del linaje de los Zipas. El Cacique de Chía, llamado Chiayzaque, sobrino y legítimo sucesor de Tisquesusa, al enterarse de las noticias que llegaban sobre los extraños invasores, decidió huir con toda su Corte. Corrió el rumor de que el Cacique, antes de emprender la huida, escondió sus tesoros en los altos peñascos que hay al oriente del pueblo, en lo que hoy es Yerbabuena, aunque nunca pudieron hallarse.
Los españoles llegaron a Chía en tiempo de Semana Santa. Allí recibieron a los embajadores de Suba y Tuna, quienes les ofrecieron mantas, oro y otros regalos, y expresaron tanta sumisión a los españoles, que desde entonces fueron sus mejores aliados entre los muiscas. El Cacique de Suba le ofreció a Jiménez de Quesada hospedaje en su cercado, oferta que fue aceptada, puesto que Suba estaba en el camino hacia Funza, capital del Zipazgo.

### Llegada de los españoles a Suba
En Suba estuvieron los españoles ocho días, durante los cuales Jiménez de Quesada le envió continuos mensajes al Zipa, intentando, sin éxito, concertar un encuentro. El Zipa mandaba responder a estas peticiones diciendo que pronto permitiría el encuentro, y le enviaba a los españoles abundantes regalos de carne y mantas, mientras intentaba ganar tiempo, informándose del mayor número de datos sobre los invasores.
Durante esos días, el Cacique de Suba enfermó repentinamente, probablemente de gripe, enfermedad desconocida hasta entonces en América, y murió luego de recibir el bautismo, siendo el primer muisca bautizado en la fe católica. Fray Domingo de las Casas, capellán de la expedición, fue el encargado de bautizar al Cacique.

### Desalojo de la población de Funza
Entre tanto, Tisquesusa había llegado apresuradamente a Funza, capital del Zipazgo de Muyquytá, donde ordenó el total desalojo de la población para salvaguardarla de los peligros que pudieran sobrevenir con la llegada de los invasores. Todas las tygüi (consortes) del Zipa, que eran más de cuatrocientas, fueron las primeras en abandonar la ciudad. Así, la Corte del Zipa partió hacia Facatativá.
Diariamente, el Zipa recibía informes detallados de sus espías sobre los españoles, intentando así comprender de quiénes podía tratarse, si de dioses o de hombres. Como los mensajes informaban que los extranjeros mostraban una desmesurada avidez por apoderarse de todo el oro que encontraban, Tisquesusa ordenó que sus tesoros fueran escondidos de inmediato, haciendo dar muerte a los encargados de esa labor para asegurar el secreto del escondite.

### Llegada de los españoles a Funza
Gonzalo Jiménez  Quesada, exasperado por las continuas dilaciones que ponía el Zipa en sus mensajes, y viendo que éste sólo quería postergar indefinidamente el encuentro, decidió marchar intempestivamente hacia Funza. En el camino los españoles fueron atacados en múltiples ocasiones por hombres fieles a Tisquesusa que, escondidos entre los pantanos, disparaban flechas y les tiraban piedras a los invasores. Además, como en aquel momento el río Bogotá estaba crecido por las lluvias de abril, tuvieron alguna dificultad en pasarlo. 
Cuando llegaron los españoles a la capital del Zipazgo, no encontraron a nadie, aunque se admiraron de la grandeza de las habitaciones del Zipa, en las que se alojaron. En la relación de los capitanes San Martín y Lebrija se cuenta que en la capital del Zipazgo había muchos templos, que todas las casas eran muy aseadas, ordenadas y amplias. El interior de las construcciones estaba revestido por cañizos de cordeles de múltiples colores que formaban figuras geométricas, de animales y antropomórficas.
Una noche, algunos indígenas, probablemente enviados por Tisquesusa, atacaron Funza con flechas encendidas, y aunque los españoles lograron sofocar el incendio, muchas casas alcanzaron a derrumbarse. Habiendo capturado a algunos de los indígenas, éstos le dijeron a Quesada que el Zipa se escondía en Tenaguasá, adonde fueron los españoles con mucho sigilo, pero cuando llegaron, no hallaron a nadie.

### Expedición española de reconocimiento

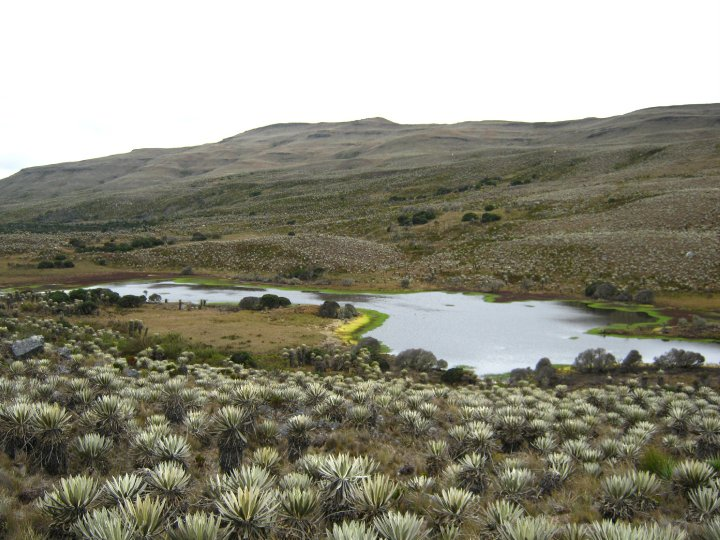
Páramo de Sumapaz, visitado por el capitán Céspedes en su expedición.

Habiéndose instalado los españoles en Funza, mandó Quesada dos expediciones para el reconocimiento del territorio. Al capitán Céspedes lo envió en dirección sur, y al capitán de San Martín lo envió hacia el Occidente. Cinco días después, llegó el capitán de San Martín, informando que, habiendo bajado la cordillera por el poniente, se había encontrado con los panches, que eran en extremo feroces y belicosos, y que no bastarían los soldados españoles para someterlos. Así se persuadieron los españoles de que las noticias que los muiscas les habían dado sobre la ferocidad de los panches no eran exageradas.
Entre tanto, el capitán Céspedes recorría el Sur, resultando muy afectado por el intenso frío del Páramo de Sumapaz. Por esta parte halló amplios cultivos de papa y manadas de conejos, que nunca había visto tantos. Cuando llegó a Pasca, envió un mensajero a Quesada, informándole que quería atravesar el valle de los sutagaos, en Fusagasugá, para entrar en la tierra de los panches. De inmediato partió el capitán San Martín para reforzarlo, uniéndosele en Tibacuy, en donde hallaron un destacamento de güechas que componían la fuerza permanente del Zipa en la frontera con los panches.

### Expedición contra los panches
Los güechas de Tibacuy recibieron de buena gana a los españoles, sobre todo cuando se enteraron de que tenían la intención de combatir a los panches, acérrimos enemigos de los muiscas. Sin embargo, los güechas advirtieron a los españoles que los panches comían carne humana y bebían la sangre de sus enemigos. Hechas estas advertencias, partieron los españoles en la vanguardia y los muiscas en la retaguardia, atravesando la sierra que divide el valle de Fusagasugá de las vertientes de los ríos Pati y Apulo.
Los españoles protegieron sus armaduras con otras hechas de planchas de algodón compacto, como las de los guerreros muiscas, para protegerse de los dardos envenenados de los panches. Con muchas dificultades lograron vencerlos, resultando heridos seis españoles y tres caballos.

### Los españoles parten hacia el Zacazgo
Después de que regresó la expedición contra los panches, llegaron a Funza unos indígenas cargados de abundantes esmeraldas, a los que Quesada les preguntó sobre el origen de aquellas piedras preciosas. Ellos le contestaron que las traían del Nordeste. Entonces, como Quesada estaba desilusionado de no haber hallado el tesoro de Tisquesusa, decidió partir hacia la dirección que le habían indicado.
Abandonaron los españoles Bacatá, atravesando Guasuca (actual Guasca), en donde fueron recibidos con veneración; continuaron hacia Guatavita y llegaron a Chocontá, frontera del Zipazgo con el Zacazgo. Allí preguntó Quesada por la morada del Zaque, pero aunque Chocontá era territorio del Zipa, no le quisieron decir nada sobre el paradero de Eucaneme. Llegados los españoles a Turmequé, Quesada encomendó a Pedro Fernández Valenzuela para que buscara las minas de esmeraldas. A los pocos días llegó Valenzuela con la noticia de que había hallado unas minas en Somondoco. Partieron entonces, pasando por Icabuco y el valle de Tenisuca (actual valle de Tensa). Hicieron alto en Garagoa mientras Quesada enviaba al capitán San Martín a traer noticias de los llanos, pensando que quizás serían tierras más ricas y pobladas que las de la cordillera. Diez días después, regresó el capitán con la noticia de que el paso hacia los llanos era impracticable por aquella parte. Siguieron entonces el camino hacia el norte hasta que llegaron a Iza, donde se disponían a buscar un nuevo camino que los condujera hacia los llanos. Después de librar dura batalla contra el Cacique Tundama, y de derrotar al Zaque e invadir Suamox (hoy Sogamoso), decidieron los españoles volver a Bacatá.

### Regreso de los españoles a Muyquytá
Una vez de regreso en Muyquytá, a finales de 1537, Quesada se instaló de nuevo en el palacio del Zipa, en Funza, en donde hizo el repartimiento del botín recogido en las provincias del Zacazgo. El Quinto Real (la parte destinada a la Corona española) fue de 40.000 pesos de oro fino, 562 esmeraldas grandes y una cantidad indeterminada de oro de baja ley. A cada soldado de infantería, Quesada le dio 20 pesos; a los de caballería les dio el doble; a los oficiales, el cuádruple; para sí mismo, tomó Quesada siete porciones, y nueve para el Adelantado Lugo, que Quesada tomó para sí luego de enterarse de la muerte de aquel. También se distribuyeron algunas gratificaciones entre quienes se habían distinguido por alguna hazaña en particular. 
Entre tanto, los partidarios del Zipa habían reanudado los ataques contra los españoles, hasta que éstos lograron capturar a algunos de los atacantes. En seguida los sometieron a tortura, a fin de que confesaran en dónde se escondía el Zipa. Todos murieron sin decir nada, pero el más joven de todos habló y confesó que el Zipa se escondía en el "Cercado de Piedra" de Facatativá (probablemente se trate del lugar conocido en la actualidad como las "Piedras del Tunjo").

### Muerte del Zipa
Quesada partió por la noche hacia Facatativá, acompañado por sus mejores hombres. Finalmente, encontraron el campamento del Zipa y emprendieron el ataque de inmediato. Los güechas de Tisquesusa, sorprendidos por el inesperado ataque, lanzaron flechas encendidas contra los españoles para intentar darle tiempo de huir al Zipa, pero, por la confusión del momento, Tisquesusa salió a correr en medio de la oscuridad, entre los matorrales, hasta que el soldado Alonso Domínguez, sin saber que se trataba del Zipa, le atravesó el pecho con una espada. Al ver las ricas vestiduras y accesorios que llevaba, el Domínguez lo despojó de todo, dejándolo desnudo y agonizando, ahogado en su propia sangre.
Al día siguiente, los servidores de Tisquesusa encontraron su cuerpo luego de ver gallinazos volando en el sector. Enseguida lo levantaron y se lo llevaron cuidadosamente, dándole sepultura en un lugar desconocido.
Entre tanto, los españoles, furiosos por no haber hallado el tesoro de Tisquesusa, sino sólo algunas alhajas propias de la vestimenta diaria, una vasija de oro en la que el Zipa se lavaba las manos y muchos aprovisionamientos de comida, regresaron decepcionados a Funza, y sólo algunos días después se enteraron de que el Zipa había muerto aquella noche.
Ante la debilidad de Chiayzaque, cacique de Chía y legítimo sucesor de Tisquesusa, Zaquesazipa asumió el mando del Zipazgo.

## La princesa Usaca
Tisquesusa tenía tres hijos: La princesa Machinza, que era la mayor, el príncipe Hama, y la princesa Usaca, la menor. Cuando el Zipa fue asesinado, los tres príncipes fueron conducidos por sus súbditos en secreto a un pequeño poblado del norte de la Sabana de Bogotá. Cuando los españoles se enteraron, emprendieron el asedio de aquel sitio, bajo el mando del capitán Juan María Cortés. Cuando llegaron, la princesa Usaca salió del cercado, dispuesta a enfrentarse a los españoles. La gran belleza y la actitud altiva de la princesa dejó hondamente impresionado al capitán Cortés, quien de inmediato ordenó detener el asedio. Poco después, el capitán Cortés y la princesa Usaca se casaron y residieron en aquel poblado, que desde entonces fue llamado Usaquén, en honor a la princesa, y que significa "Tierra del Sol". Fray Domingo de las Casas ofició la boda, y el territorio de Usaquén le fue asignado como encomienda al capitán Cortés.